# Zalmoxis (geslacht)
Zalmoxis is een geslacht van hooiwagens uit de familie Zalmoxioidae.
De wetenschappelijke naam Zalmoxis is voor het eerst geldig gepubliceerd door Sørensen, in L.Koch in 1886. 

## Soorten
Zalmoxis omvat de volgende 40 soorten:
- Zalmoxis armata
- Zalmoxis armatipes
- Zalmoxis aspersa
- Zalmoxis austera
- Zalmoxis brevipes
- Zalmoxis cardwellensis
- Zalmoxis cheesmani
- Zalmoxis convexus
- Zalmoxis crassitarsis
- Zalmoxis cuspanalis
- Zalmoxis dammermani
- Zalmoxis gibbera
- Zalmoxis granulata
- Zalmoxis heynemani
- Zalmoxis insula
- Zalmoxis jewetti
- Zalmoxis kaiensis
- Zalmoxis lavacaverna
- Zalmoxis luzonica
- Zalmoxis marchei
- Zalmoxis mindanaonica
- Zalmoxis minima
- Zalmoxis mitobatipes
- Zalmoxis neobritanica
- Zalmoxis neocaledonica
- Zalmoxis neoguinensis
- Zalmoxis pallida
- Zalmoxis patellaris
- Zalmoxis ponapea
- Zalmoxis pumila
- Zalmoxis pygmaea
- Zalmoxis remingtoni
- Zalmoxis robusta
- Zalmoxis sarasinorum
- Zalmoxis savesi
- Zalmoxis sepikus
- Zalmoxis similis
- Zalmoxis soerenseni
- Zalmoxis solitaria
- Zalmoxis spinicoxa